# セファマンドール
セファマンドール（英：Cefamandole（INN）、Cephamandole）は、広域スペクトルの第二世代セファロスポリン系抗生物質である。臨床的に使用されているセファマンドールの形態は、非経口投与されるプロドラッグであるギ酸エステルのセファマンドールnafateである。セファマンドールは米国ではもはや利用できない。
セファマンドールの化学構造は、他のいくつかのセファロスポリンと同様、N-メチルチオテトラゾール（NMTTまたは1-MTT）側鎖を含んでいる。抗生物質が体内で分解されると、遊離NMTTが放出され、低プロトロンビン血症（ビタミンKエポキシドレダクターゼ阻害によるものと考えられる）や、アルデヒドデヒドロゲナーゼ阻害により、ジスルフィラム（Antabuse）で生じるのと同様のエタノールとの反応を引き起こす可能性がある。治療中はビタミンKの補給を推奨し、エタノールやエタノールを含む物質の摂取は控える。
セファマンドールには広域活性スペクトルがあり、皮膚、骨、関節、尿路、下気道などの細菌感染症の治療に使用できる。以下は、いくつかの医療上重要な微生物に対するセファマンドールのMIC感受性データである。
- 大腸菌: 0.12 - 400 μg/ml
- インフルエンザ菌: 0.06 - >16 μg/ml
- 黄色ブドウ球菌: 0.1 - 12.5 μg/ml[1]

CO2 is generated during the normal constitution of cefamandole and ceftazidime、注射器内で爆発様反応を引き起こす可能性がある。

## 関連記事
- セファゾリン
- セフォラニド